# يوري فوينوف
يوري فوينوف (بالأوكرانية: Войнов Юрій Миколайович)‏، من مواليد 29 نوفمبر 1931، وتوفي في 22 أبريل 2003، لاعب كرة قدم سوفييتي سابق.
لعب مع منتخب الاتحاد السوفييتي لكرة القدم.

## روابط خارجية
- يوري فوينوف على موقع الاتحاد الأوربي (الإنجليزية)
- يوري فوينوف على موقع قاعدة بيانات كرة القدم.إي يو (الإنجليزية)
- يوري فوينوف على موقع ناشيونال فوتبول تيمز (الإنجليزية)
- يوري فوينوف على موقع عالم كرة القدم.نت (الإنجليزية)